# Impacchettamento di sfere apolloniano

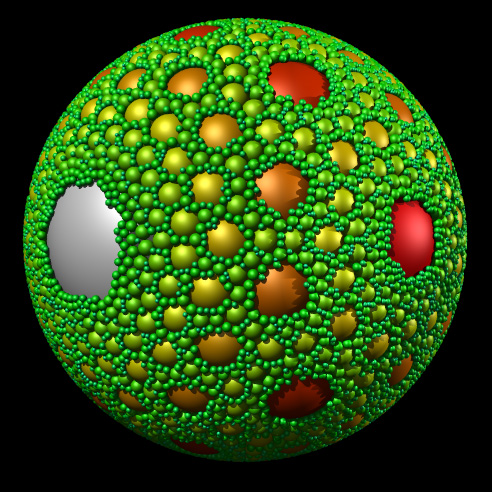
Impacchettamento di sfere apolloniano

L'impacchettamento di sfere apolloniano è l'equivalente tridimensionale della guarnizione apolloniana. Il principio di costruzione è molto simile: se si hanno quattro sfere che sono cotangenti fra loro, è allora possibile costruire due altre sfere che siano cotangenti a quattro di esse.
La dimensione frattale è 2,473946.